# Paraíba do Sul
Paraíba do Sul é um município brasileiro do estado do Rio de Janeiro.

## História
Paraíba do Sul é o município pioneiro da Serra Fluminense, disseminadora de civilização no que se chamava no século XVIII Sertão da Parahyba e que fazia parte da Capitania do Paraíba do Sul.
O município nasceu junto a um remanso descoberto no rio Paraíba do Sul em 1681 por Garcia Rodrigues Paes filho de Fernão Dias Paes Leme. O moço de 20 anos sabia que o raro remanso do caudaloso rio estava em cima da cidade do Rio de Janeiro, porto de mar que pretendia ligar às minas de pedras preciosas descobertas por seu pai, falecido naquele mesmo ano. Em Lisboa, em 1682, teve a decepção de sabê-las apenas turmalinas, mas prometeu a Pedro II o mais direto caminho que pode haver entre as minas e o mar. O rei prometeu-lhe terras e privilégios, desde que descobertos ouro e pedras preciosas.
Em 1683, Garcia abriu sobre o remanso a fazenda origem do município, quinze anos depois, descoberto o ouro, o canteiro-de-obra do Caminho que os historiadores chamam Novo. A Fazenda da Parahyba abasteceu com roças de milho, peixe do rio e caça da mata virgem a frente-de-trabalho de índios puris escravizados pelos agregados de Garcia, curibocas guainás do Planalto de São Paulo. De 1698 a 1700 abriu o trecho do Paraíba ao Rio de Janeiro, e até 1704 o que atingiu a Serra da Mantiqueira. Aí, na região da atual Barbacena, o Caminho Novo se juntou ao Velho, que vinha de São Paulo.

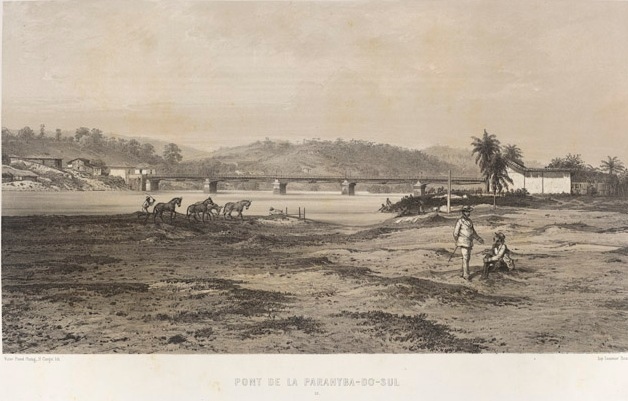
Ponte da Paraíba do Sul em 1859

De 1709 a 1711 esteve Garcia em Lisboa, lutando para que Dom João V cumprisse as promessas do pai pela abertura do Caminho Novo. Foi nesse interregno que Maria Pinheiro da Fonseca, a esposa, guardou na fazenda o tesouro colonial trazido às pressas do Rio de Janeiro invadido pelos franceses. Recebeu Garcia sesmarias de quase 40 quilômetros ao longo do Caminho e mais de 13 de largura, e um alvará de vila para sua fazenda que não lhe interessou utilizar, por atrair forasteiros (a luta entre paulistas e reinóis no Rio das Mortes — Guerra dos Emboabas — mostrou a concorrência que enfrentaria). A família Paes Leme, de seus descendentes, reteve a fazenda e a arrendava até a criação revolucionária da vila cabeça-de-município em 1833.

Paraíba do Sul, 1861. Arquivo Nacional.

Guarda-Mor Geral das Minas vitalício desde 1702, ao falecer em Paraíba a 7 de março de 1738 Garcia Rodrigues Paes era a maior fortuna do Brasil Colonial. Entretanto, estava na miséria aos 20 anos quando descobriu o remanso no Paraíba, já que o pai gastara toda a fortuna perambulando sete anos no sertão com a famosa Bandeira das Esmeraldas, que deu em turmalinas.
Aspecto interessante ainda de Paraíba do Sul é guardar o único túmulo conhecido dos restos mortais de Tiradentes. Na vila de Sebollas foram expostos e inumados no cemitério da fazenda o braço e o tórax esquerdos do Herói. Hoje o local é uma várzea, onde pastam bois. O Instituto Histórico e Geográfico do município sugere construir-se ali, com o apoio de fundações culturais do País, o que denomina Parque Histórico de Sebollas.

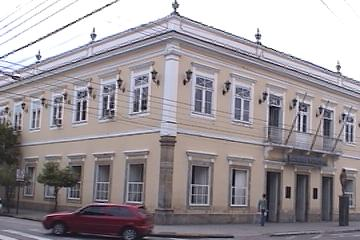
Câmara Municipal de Paraíba do Sul

Existem muitas outras histórias envolvendo o município, aqui nasceram e morreram pessoas ligadas às grandes figuras históricas nas artes, na política e na literatura, a primeira esposa de Villa Lobos por exemplo(que em muitos momentos da composição de seu marido esteve ao seu lado corrigindo as partituras, visto que era uma excelente conhecedora dessa arte), e muitas outras figuras menos conhecidas, que de uma maneira ou de outra participaram da construção de nossa civilização tal como conhecemos.
Em Paraíba do Sul existem muitas pontes, duas para tráfego de carros e uma para tráfego de trem, por onde hoje passa a Maria Fumaça, atração turística do município.
Existem grandes belezas no município em sua geografia acidentada na parte rural, e muitas áreas verdes convidativas a um dia de lazer, muitos hotéis dentro e fora do meio urbano, cachoeiras, fontes de água mineral e tantos outros atrativos, inclusive um santuário visitado todo ano por peregrinos.

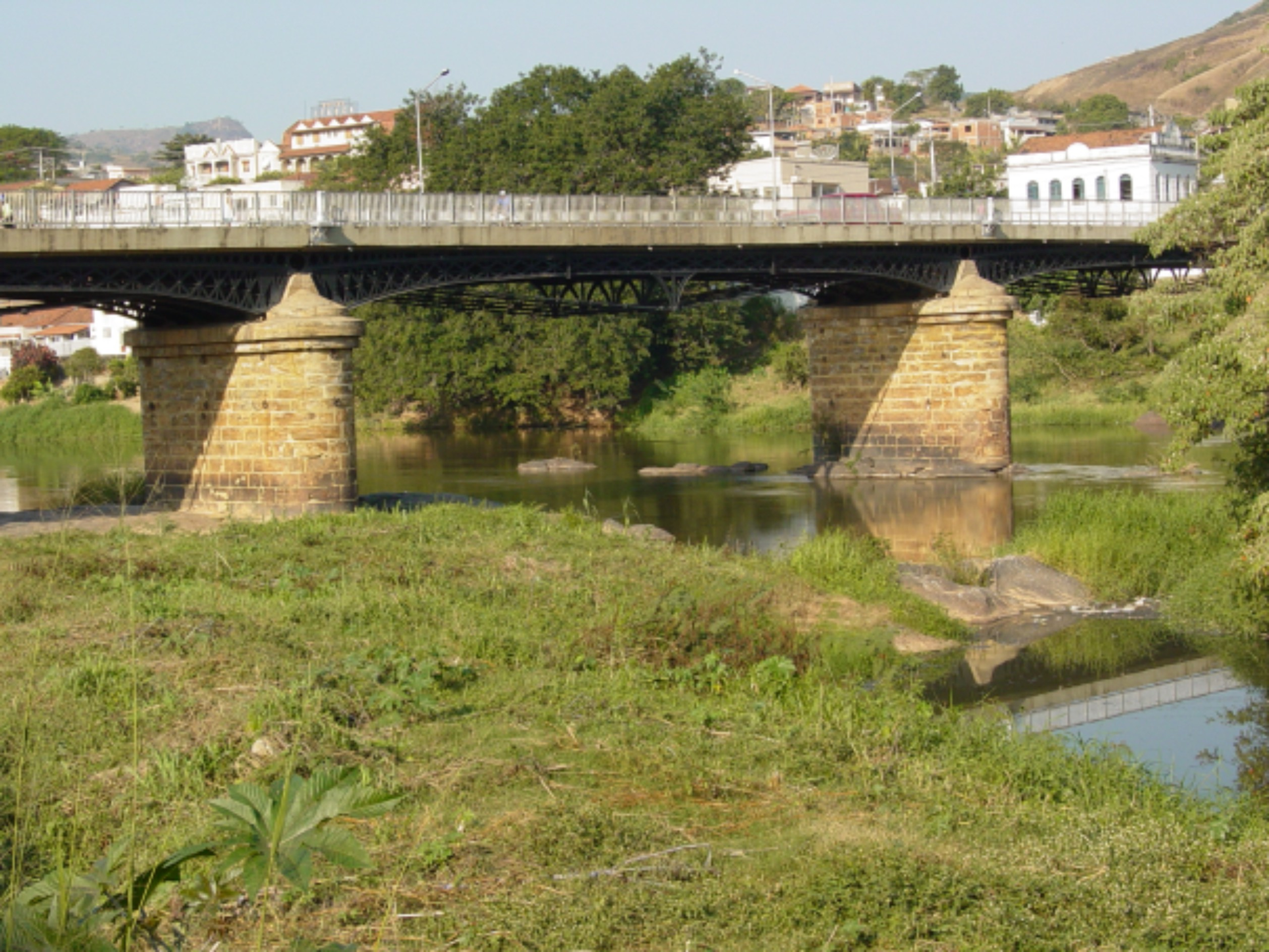
Ponte sobre o Rio Paraíba do Sul, construída pelo Barão de Mauá

Paraíba do Sul desempenhou um importante papel no desenvolvimento regional, tendo sua ponte centenária que cruza o rio Paraíba sido construída pelo entusiasta Barão de Mauá.
Há também várias fazendas antigas em Paraíba do Sul envolvidas de curiosidades e com rico valor histórico, arquitetônico e cultural para a região centro-sul fluminense. Exemplo da Fazenda Maravilha do Governo em que Dom Pedro II fez breve passagem com sua comitiva.

## Geografia
Localizada a 306 m de altitude, Paraíba do Sul fica na latitude 22º09'43" sul e na longitude 43º17'34" oeste. Possui área de 582,21 km².
O ponto culminante do município é a Pedra da Tocaia, localizada no distrito de Vila Salutáris, com cerca de 700 m de altura. Devido à altura privilegiada, a pedra era utilizada pelos bandeirantes para fiscalizar os arredores do município – dai o nome Pedra da Tocaia.

### Relevo
As peculiaridades do relevo são as Serras Alto da Terra Seca (858 m), do Retiro (800 m), de Cavaru (700 m), do Catete (535 m). Os tipos de solo predominantes no município são o latosssolo vermelho, o podzólico vermelho-amarelo, o mediterrâneo vermelho-amarelo, e associações latossólico alaranjado podzólico e latossólico vermelho podzólico.

### Hidrografia
As peculiaridades da hidrografia são os rios Preto e Paraíba do Sul.

### Meio ambiente
Segundo dados da FEEMA (1990/91), em Paraíba do Sul são encontrados os seguintes problemas ambientais:
Semicríticos - erosão do solo, vetores, risco de acidentes e mineração;
Em estado de alerta - deficiência de sistemas de esgotamento sanitário, degradação de áreas de preservação, deficiência de cobertura arbórea, precárias condições de vida, processo de desmatamento, agrotóxicos e ocupação de encostas.

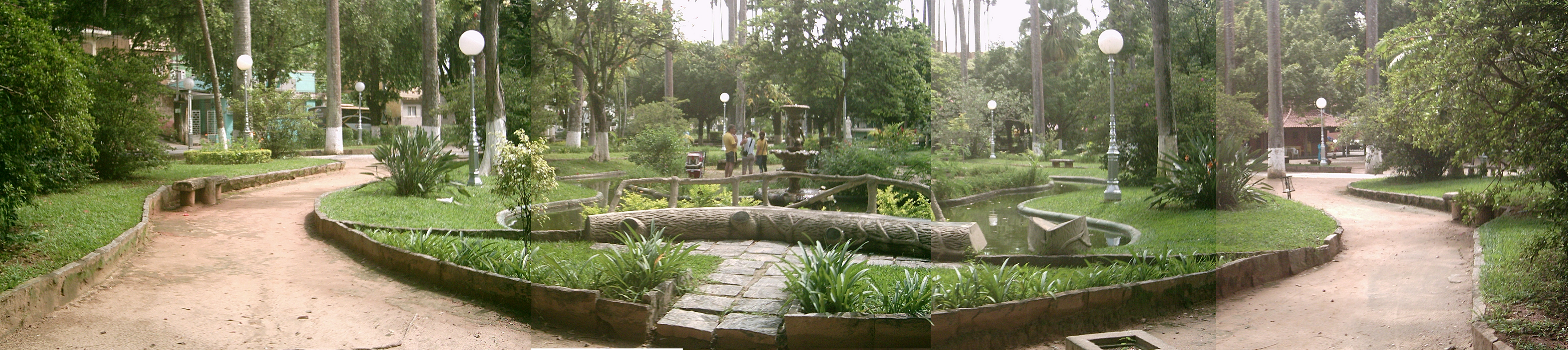
Vista panorâmica da Praça Marquês de São João Marcos (Jardim Velho) em Paraíba do Sul

## Subdivisões
A cidade de Paraíba do Sul é dividida em quatro distritos e 42 bairros.
| Distrito           | Nome                     | Habitantes |  |
| ------------------ | ------------------------ | ---------- |  |
| 1º Distrito (sede) | Paraíba do Sul           | 19.629     |  |
| 2º Distrito        | Salutáris                | 15.780     |  |
| 3º Distrito        | Inconfidência (Sebollas) | 1.900      |  |
| 4º Distrito        | Werneck                  | 3.775      |  |

## Infraestrutura

### Saúde
A cidade de Paraíba do Sul conta com uma rede de postos de saúde municipais.Cada bairro conta com uma  UBS (Unidade Básica de Saúde) que oferece aos moradores atendimento médico agendado, farmácia com medicamentos, acompanhamento à pacientes por agentes comunitários de saúde, acompanhamentos odontológicos e entre outros tipos de assistência.
Além das UBSs a cidade conta com dois hospitais.
- O Hospital Nossa Senhora da Piedade: que nasceu da fundação da Irmandade Nossa Senhora da Piedade (então vontade deixada por testamento de Mariana Claudina Pereira de Carvalho,Condessa do Rio Novo em 1880) que presta assistencialismo de asilo, educandário e hospitalar.
- O Hospital Estadual de Traumatologia e Ortopedia Dona Lindu: inaugurado em 24 de junho de 2010 ,primeiro da rede própria especializada em cirurgias ortopédicas de média e alta complexidade, com capacidade para realizar 2,2 mil procedimentos cirúrgicos por ano.O HTO Dona Lindu foi planejado para atender uma população estimada em mais de um milhão de habitantes das regiões do Médio Paraíba e Centro Sul, porém beneficiará pacientes de todo o Estado do Rio de Janeiro, por meio de parceria com o Ministério da Saúde, via Instituto Nacional de Traumatologia e Ortopedia (Into).[9]

## Cidade de Veraneio

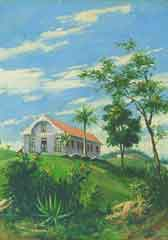
Fazenda em Paraíba do Sul em 1886.
Pintura de Johann Georg Grimm

Na antiga Província Fluminense a cidade de Paraíba do Sul era visitata por várias personalidades da época:"de tão gloriosa tradição, era cidade frequentada por figuras notáveis no cenário nacional. O município tinha a economia apoiada na lavoura cafeeira, que no Segundo Reinado foi o berço da aristocracia rural.(...) Nossa cidade era então perfeita estação de repouso, principalmente em suas ricas e, para o tempo, confortáveis fazendas.(...)Foram visitantes frequentes Fagundes Varela,poeta que colaborou fartamente na imprensa local;Antônio Tibúrcio Ferreira de Sousa, que certa vez realizou conferência sobre aspectos da guerra do Paraguai em casa de dr. Leandro Bezerra Monteiro;o botânico francês Auguste François Marie Glaziou; o lente Politécnica, conselheiro José Saldanha da Gama, que aqui fez ótima amizades, como o dr.Joaquim Pereira da Cunha, da fazenda Governo." Entre outras figuras a do na época senador do Império Cândido Mendes de Almeida onde instalou sua banca de advogado e uma tipográfia."Guimarães Passos, Luís Murat e Olavo Bilac vinha também com frequência a Paraíba(...)".

## Arquitetura religiosa

Santuário Bom Jesus de Matosinhos, construção da torre

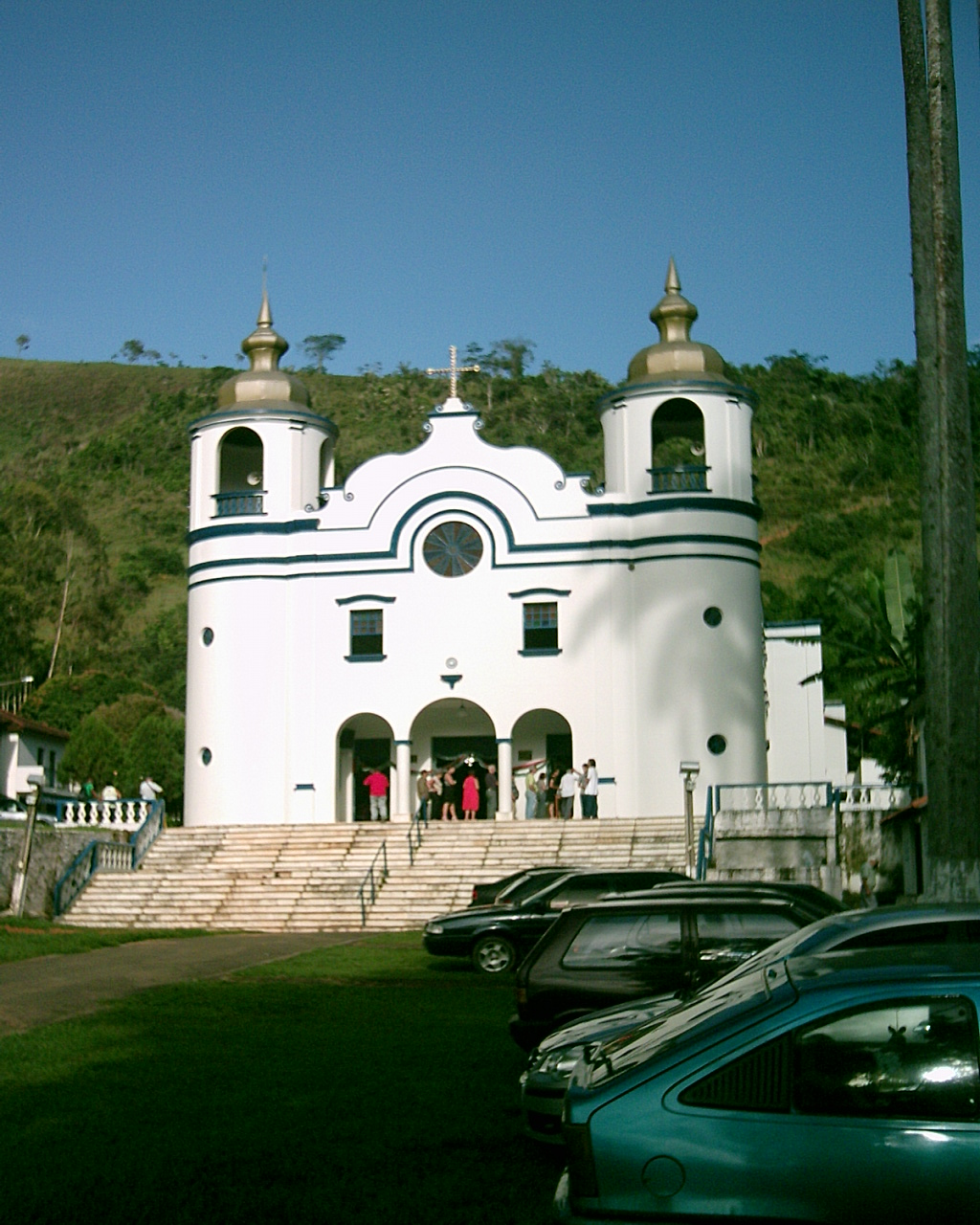
Vista do Santuário Bom Jesus de Matosinhos em Paraíba do Sul

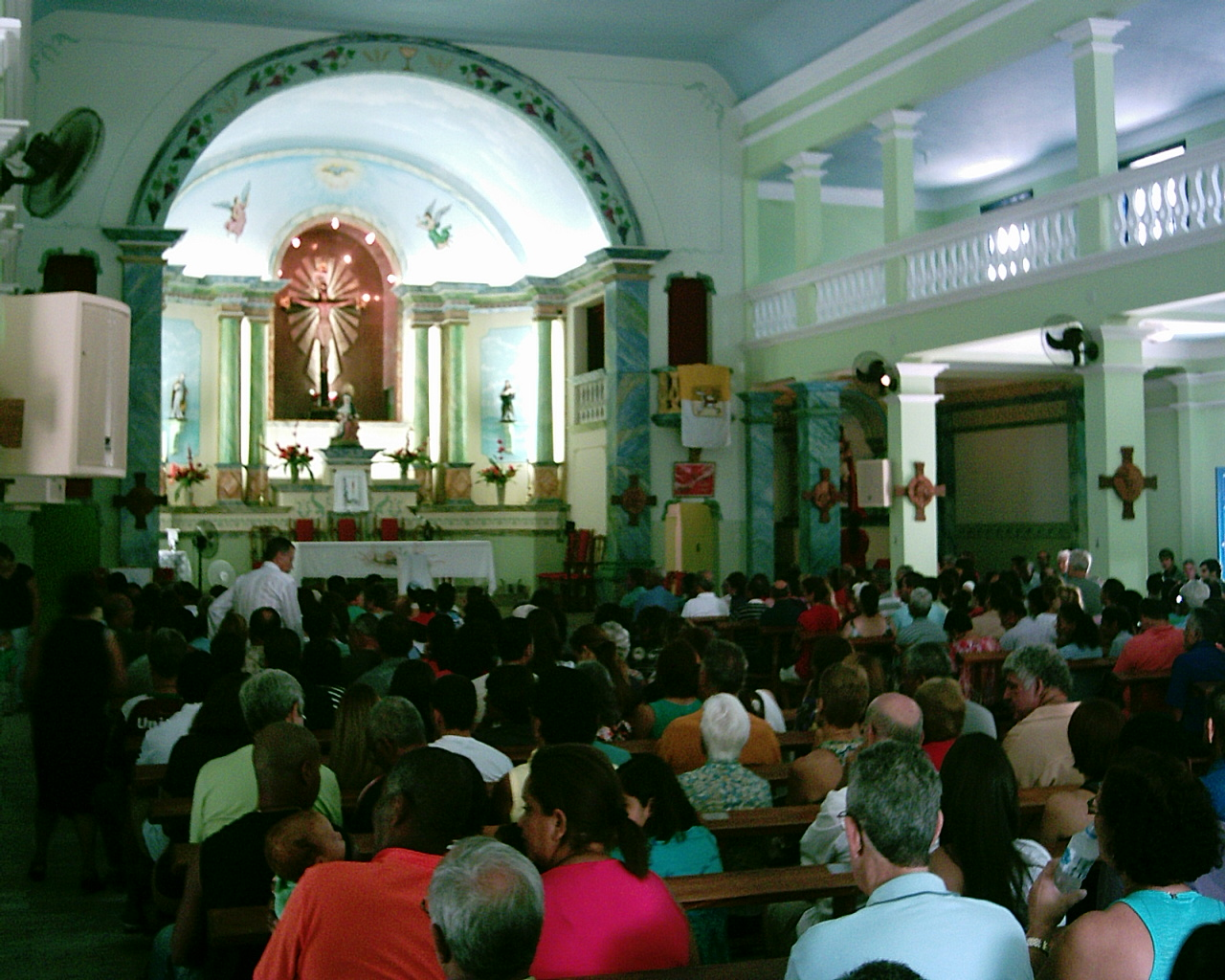
Vista interna do Santuário Bom Jesus de Matosinhos em Paraíba do Sul

A cidade de Paraíba do Sul conta com algumas igrejas e capelas que são envolvidas de rico valor histórico e arquitetônico. São elas:
- Santuário Bom Jesus de Matosinhos[11]: localizado no pico de uma pequena serra no Distrito de Werneck a 19,5 km da sede construída em 1959 a igreja é ladeada por palmeiras imperiais, onde existia no centro um cruzeiro de madeira que marcava a antiga capela e o acesso se da por uma ampla escadaria.Sua fachada principal apresenta duas torres sineiras com cúpulas.

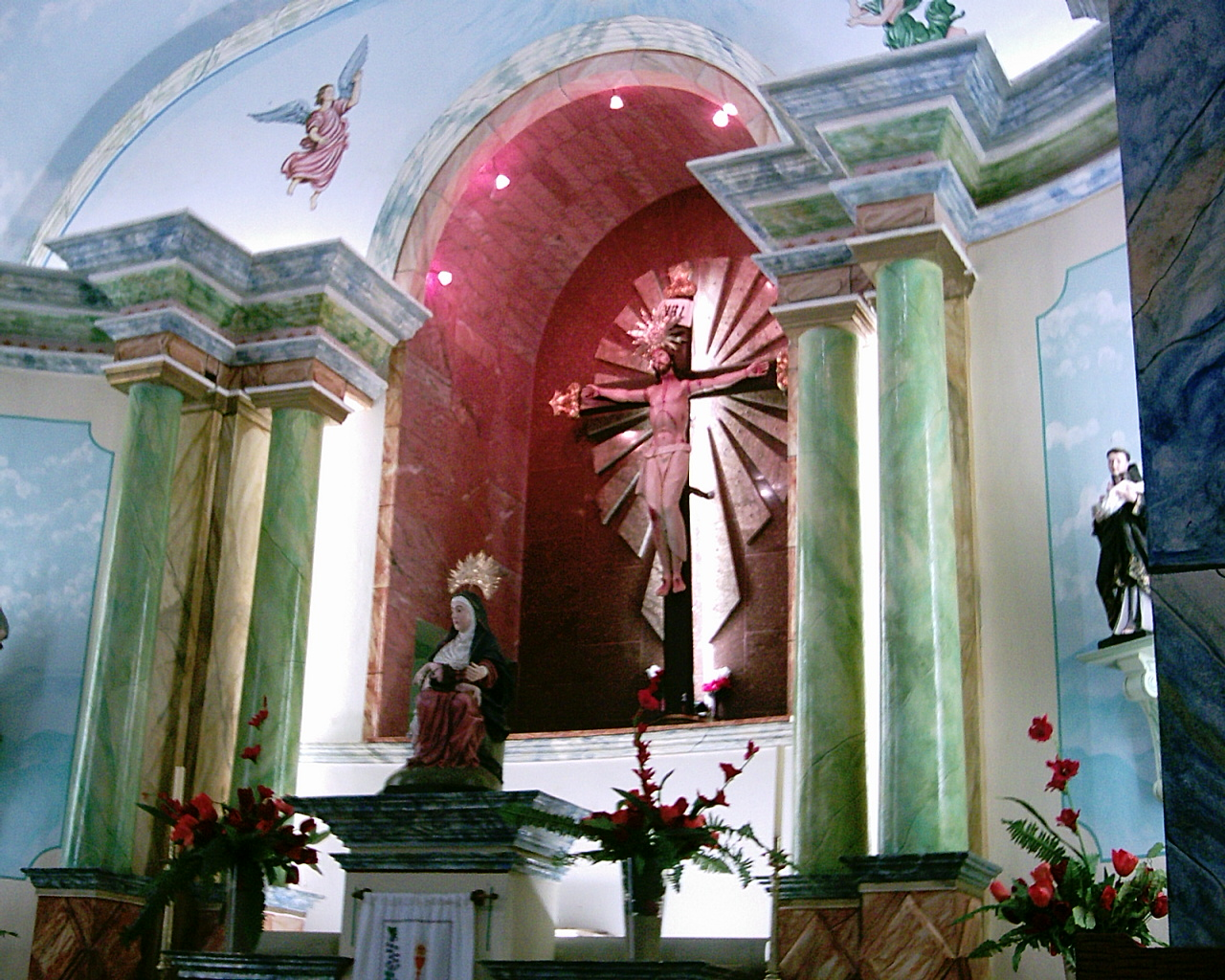
Vista da imagem de Jesus crucificado do Santuário Bom Jesus de Matosinhos em Paraíba do Sul atribuída a Aleijadinho

Data de antes de 1774 a devoção ao Senhor Bom Jesus de Matosinhos.No Santuário existe a Sala de Milagres que são atribuídos aos pedidos que os peregrinos fazem neste local  respectivos milagres para suas devidas preces.Existe também no Santuário uma fonte de água de uso comum.
Nela, e em seu entorno, acontece no último domingo de agosto a maior festa religiosa do Estado do Rio de Janeiro.Especula-se que a imagem de Jesus crucificado presente no Santuário seja de autoria de Aleijadinho.
- Igreja Matriz de Santo Antônio dos Pobres da Encruzilhada: A devoção no local à Santo Antônio surgiu do sepultamento improvisado de um menino que se chamava Antônio a quem fora negado sepulcro nos cemitérios mais próximos do pequeno povoado da Encruzilhada pois o menino faleceu de varíola e avia medo de propagação pela população,isso no ano de 1839. Daí no ano de 1855 criou-se a paróquia a Santo Antônio dos Pobres da Encruzilhada do Lucas. A partir desse ano começou a construção da igreja terminada em 1872.

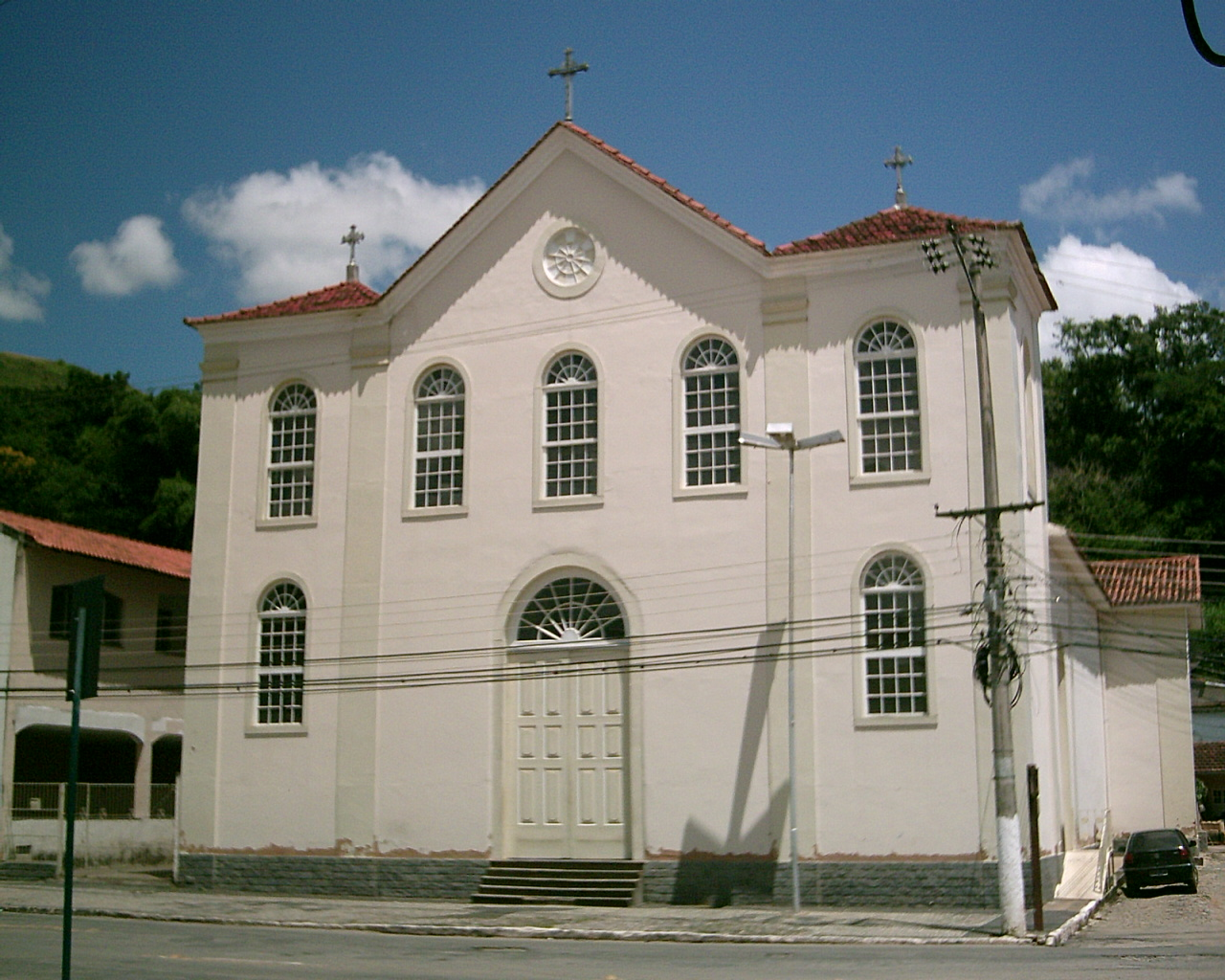
Igreja Matriz de Santo Antônio em Paraíba do Sul

- Igreja Nossa Senhora do Rosário: Localizada no cume do Morro do Rosário a construção da igreja teve início no ano de 1854 e terminada no ano de 1870. No ano de 1881 foi erguida sua torre com 4 sinos de bronze e um relógio de origem inglesa que por vários anos serviu de referência para informar a hora para a população da cidade.
- Igreja Matriz de São Pedro e São Paulo
- Capela de Nossa Senhora das Graças
- Igreja Matriz de N. S. de Sant'Ana de Sebolas

## Pontos turísticos
- Praça marquês de São João Marcos: mais conhecida como Jardim Velho a praça se encontra no centro da cidade. Nela e em seu entorno que se realizam festividades populares da cidade como o carnaval e o Encontro Nacional de Motociclistas realizado anualmente. A praça é composta por palmeiras imperiais que foram colocadas em fileiras em formato de cruz em novembro de 1868. No centro existe um coreto que antigamente era utilizado para apresentações de bandas de música da cidade.[15]
- Ponte da Parahyba: construída sobre o rio Paraíba do Sul pelo Barão de Mauá é composta por cinco pilares construídos sobre as rochas do rio que dão sustento a um elaborado sistema de vigamento metálico treliçado com grande valor histórico. Foi inaugurada em 13 de dezembro de 1857 sendo que até o ano de 1859 era cobrado pedágio aos seus usuários.
- Pedra de Monte Cristo: formação rochosa do município envolvida de lendas e mistérios.[16]
- Cachoeira de Monte Christo: localiza-se em Engenheiro Carvalhaes à 23 quilômetros do centro da cidade. Possui aproximadamente 100 metros de altura. Suas águas são transparentes e frias.
- Parque das Águas Minerais Salutaris
- Pedra da Tocaia
- Estação Ferroviária de Paraíba do Sul e Centro Cultural Luis Carlos Tavares Coelho
- Museu Tiradentes: conhecido também como Museu da Inconfidência foi inaugurado em 1972 e encontra-se instalado numa pequena casa no distrito de Inconfidência, Sebollas. O Museu foi criado para expor um resultado de escavação feita no antigo cemitério e capela de Sant'Ana que foram achados ossos atribuídos ao braço e tórax esquerdo de Tiradentes.

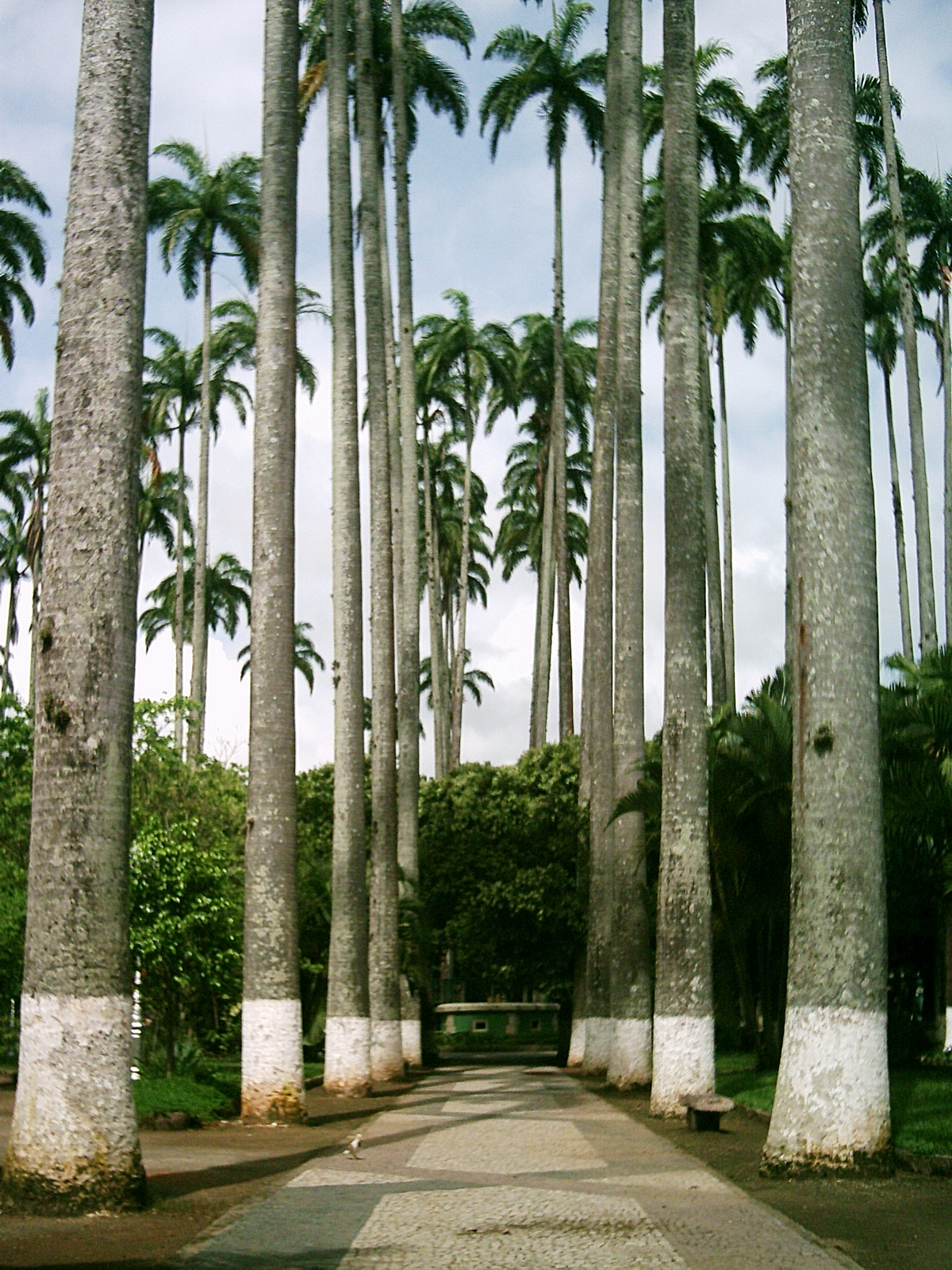
Palmeiras Imperiais no Jardim VelhoParaíba do Sul
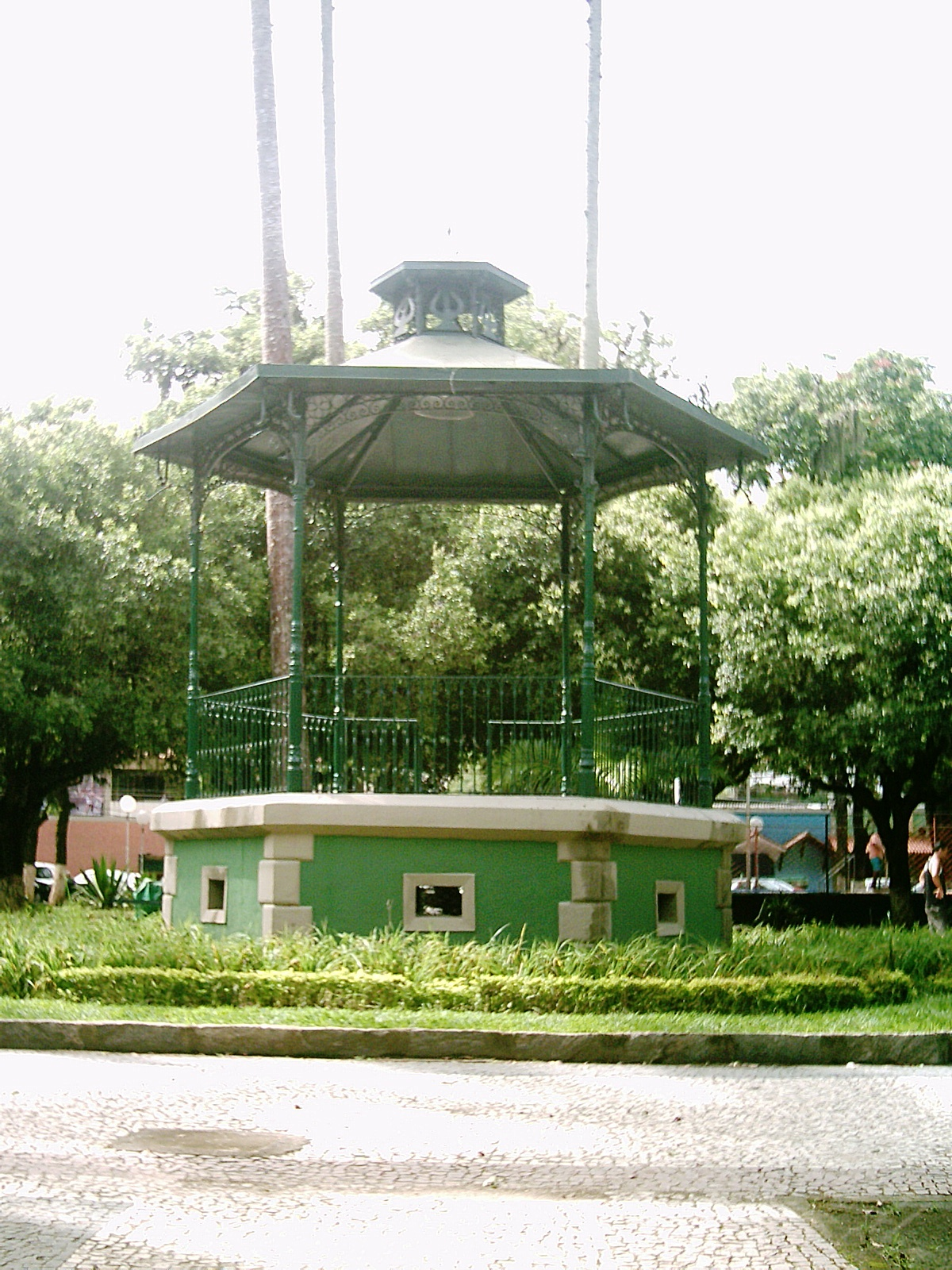
Coreto no centro do Jardim Velho
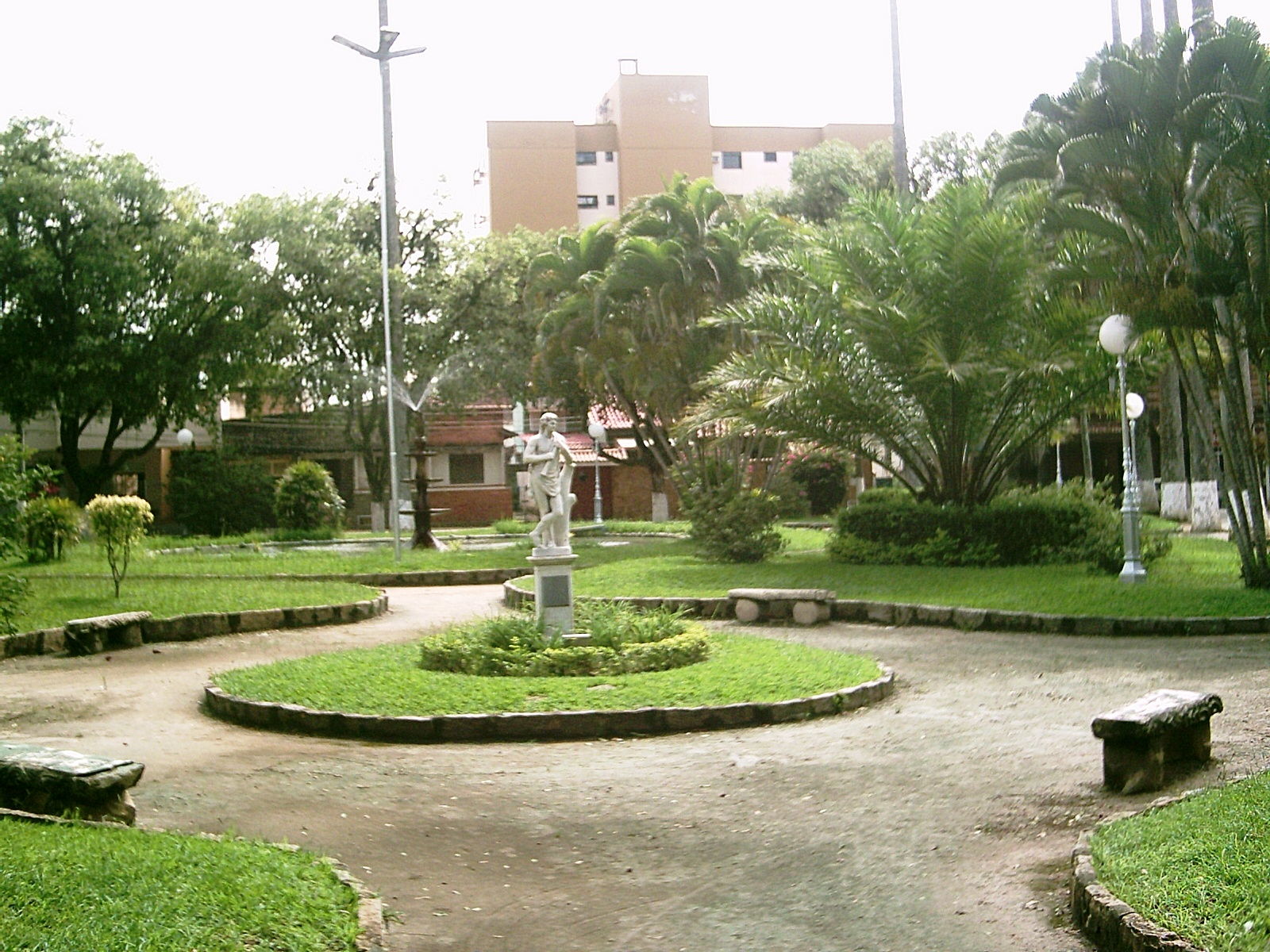
Estátua que representa uma das estações do ano no Jardim Velho
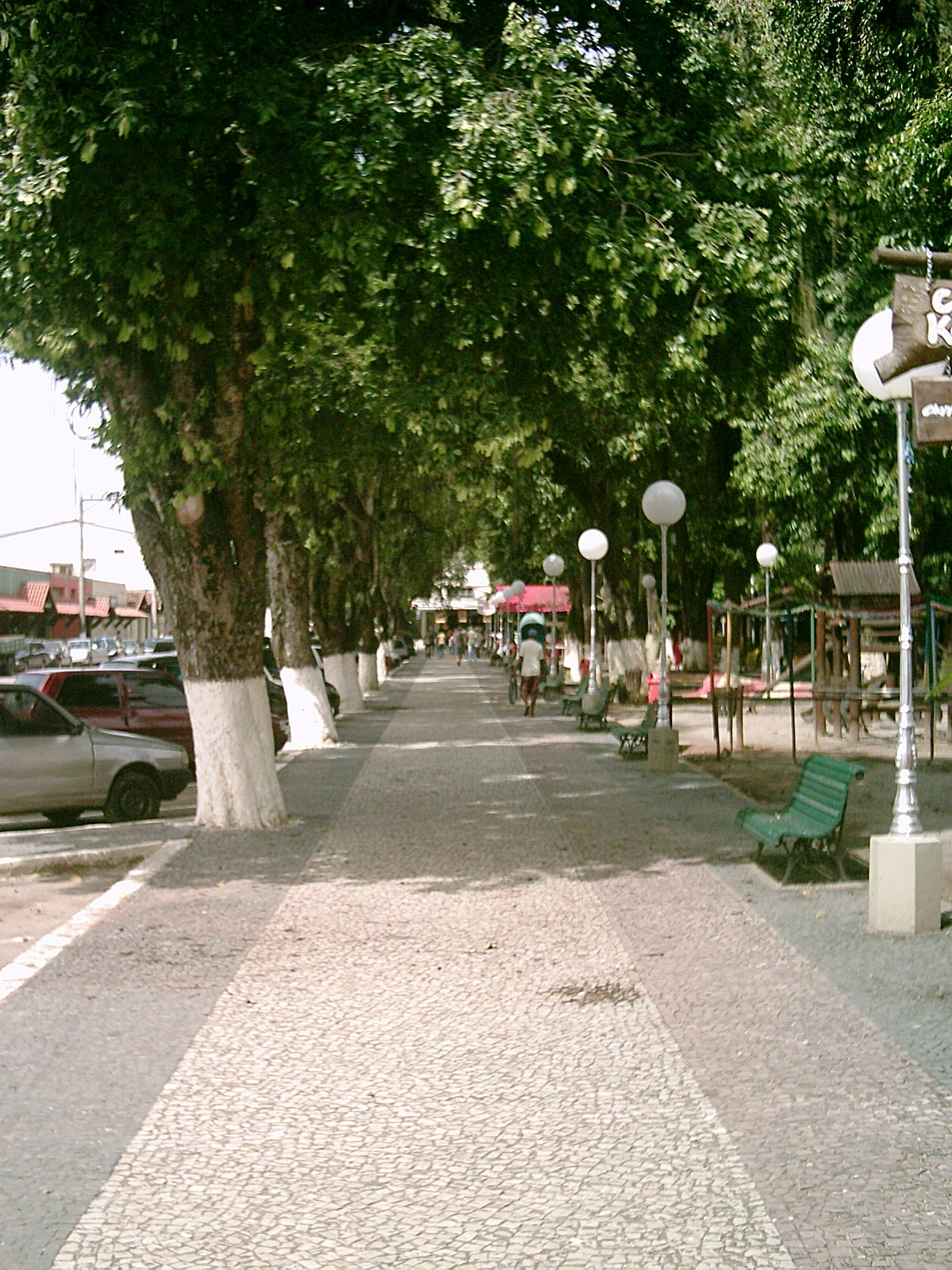
Entorno do Jardim Velho em Paraíba do Sul
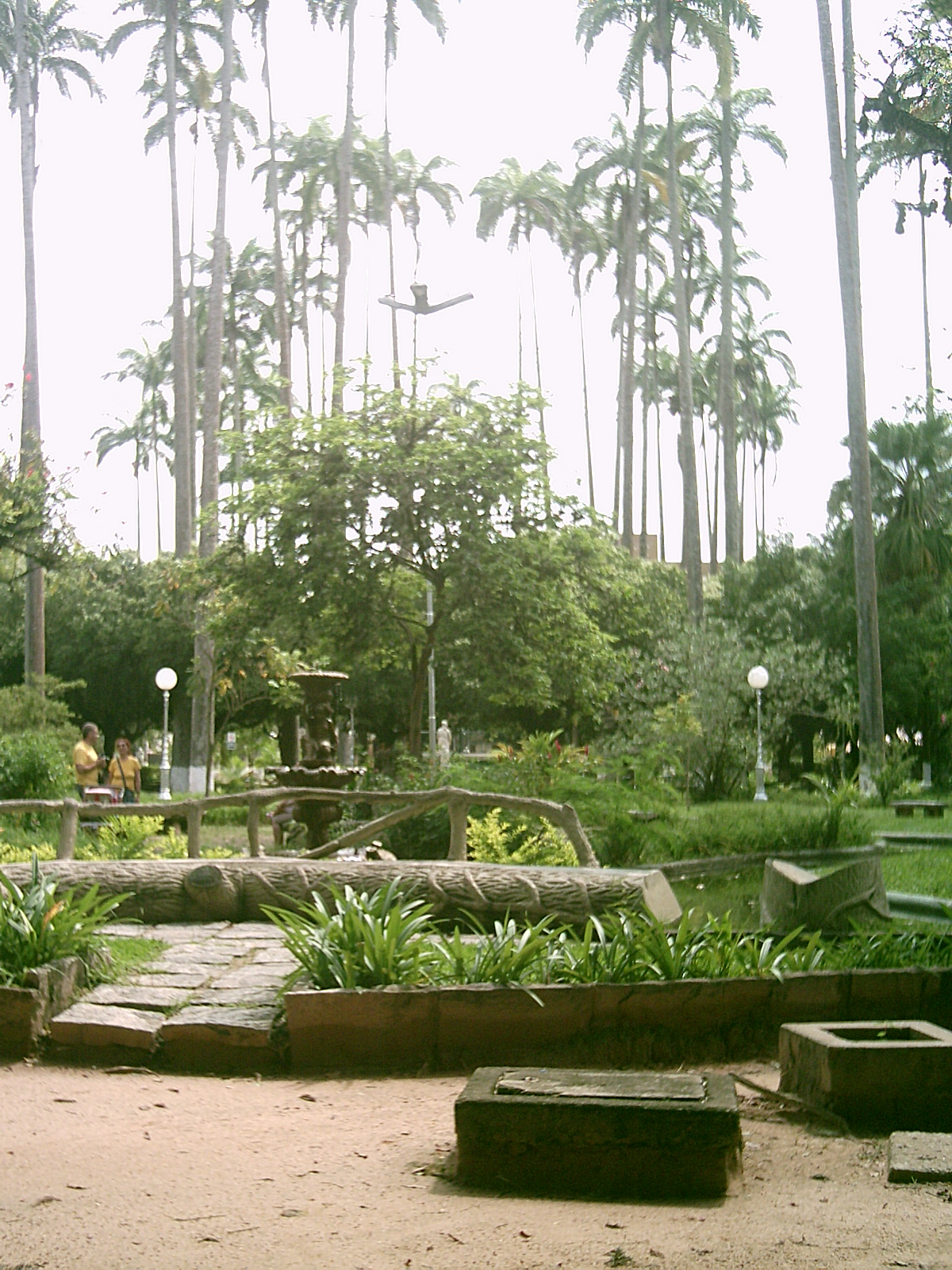
Chafariz do Jardim Velho em Paraíba do Sul
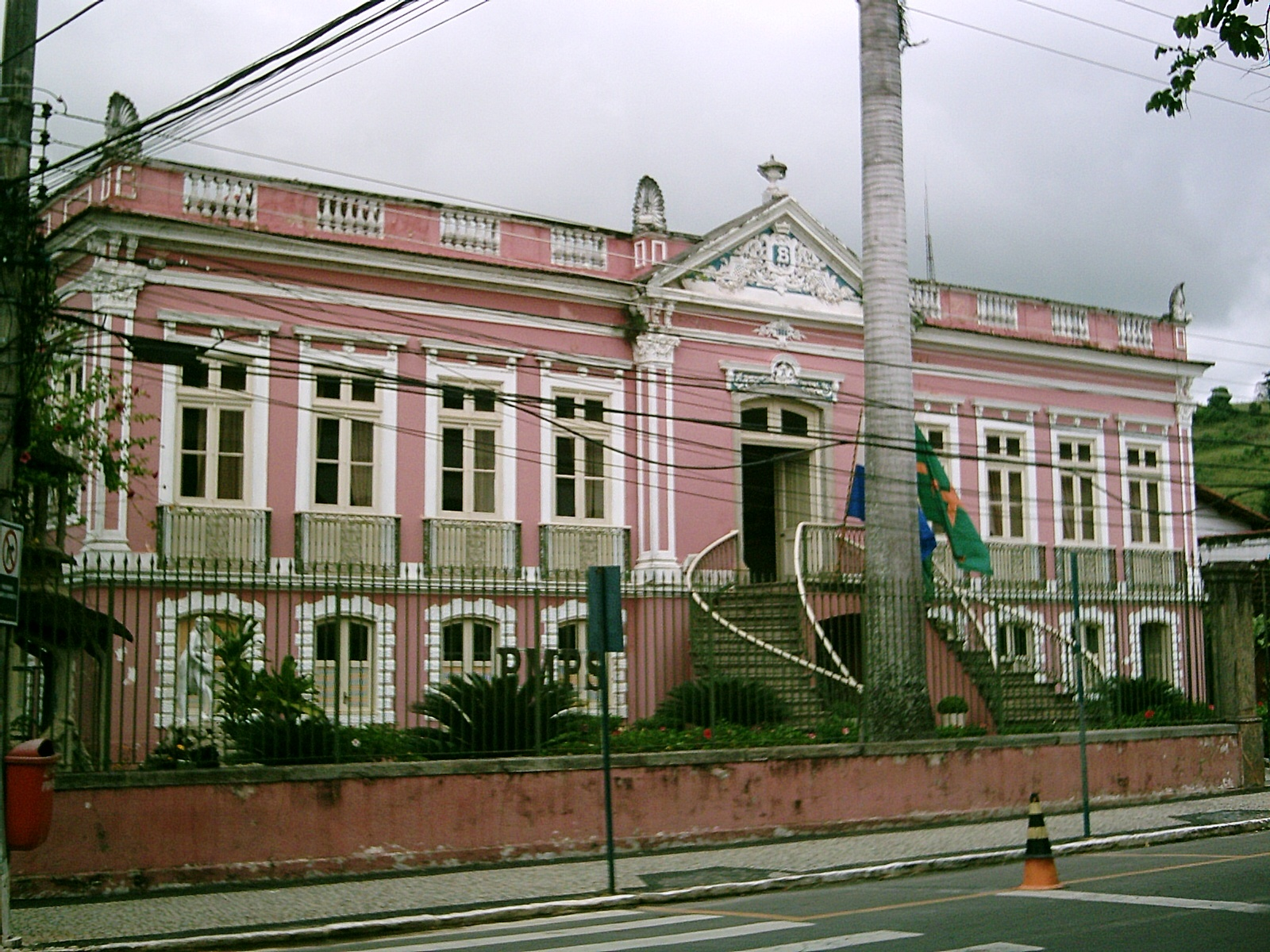
Prefeitura do município de Paraíba do Sul
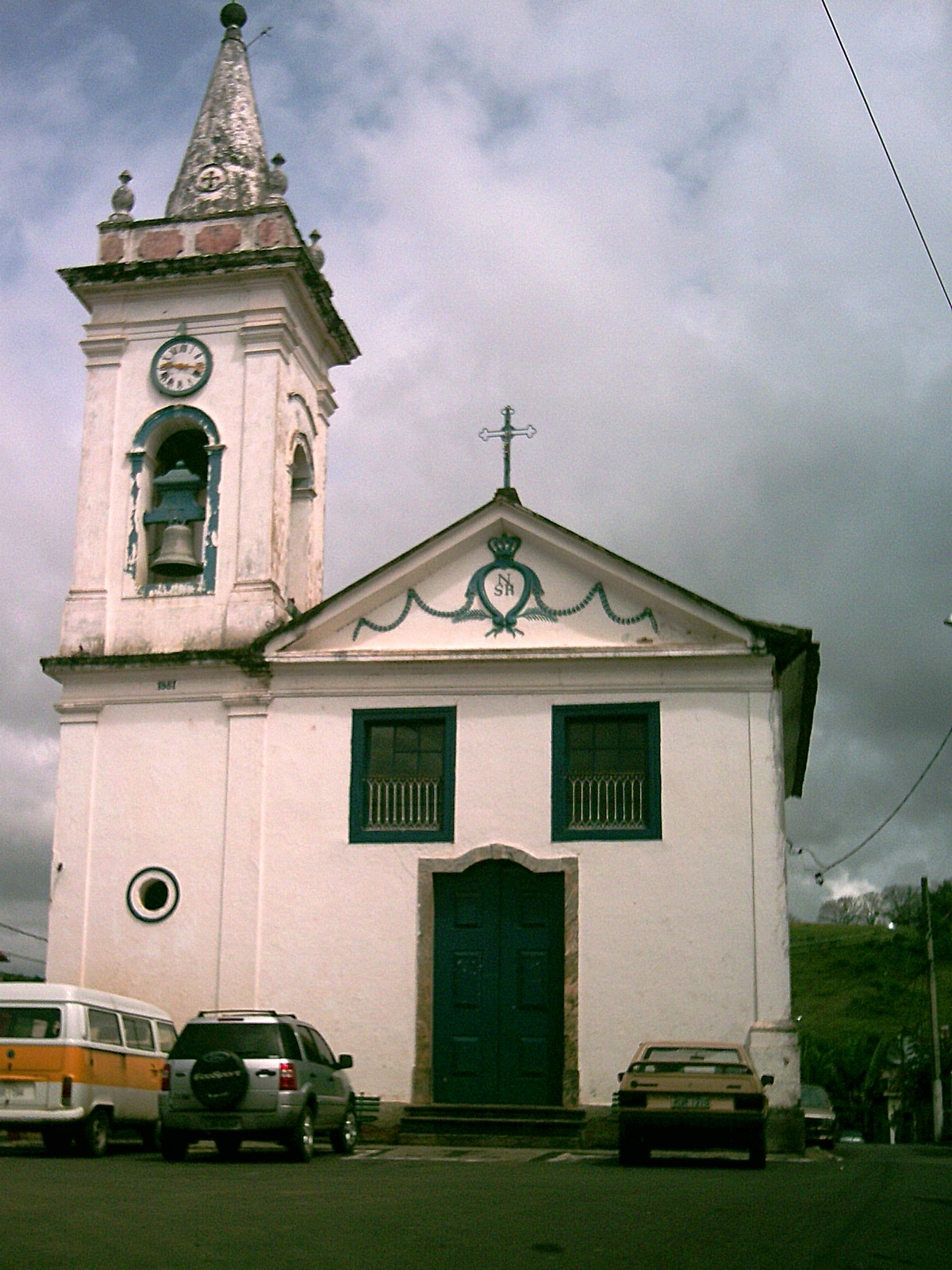
Igreja do Rosário na cidade de Paraíba do Sul
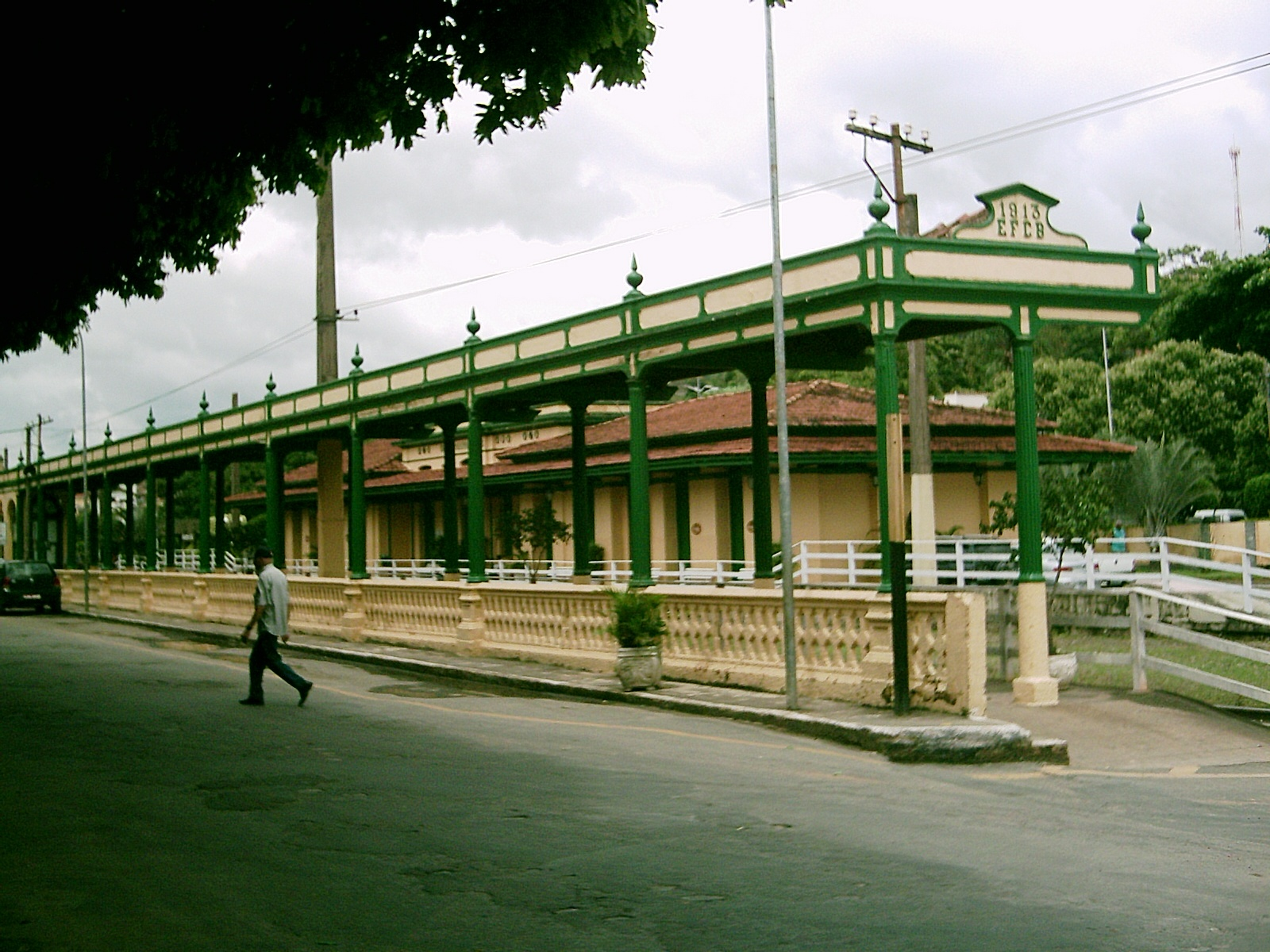
Antiga estação ferroviária de 1913 de Paraíba do Sul
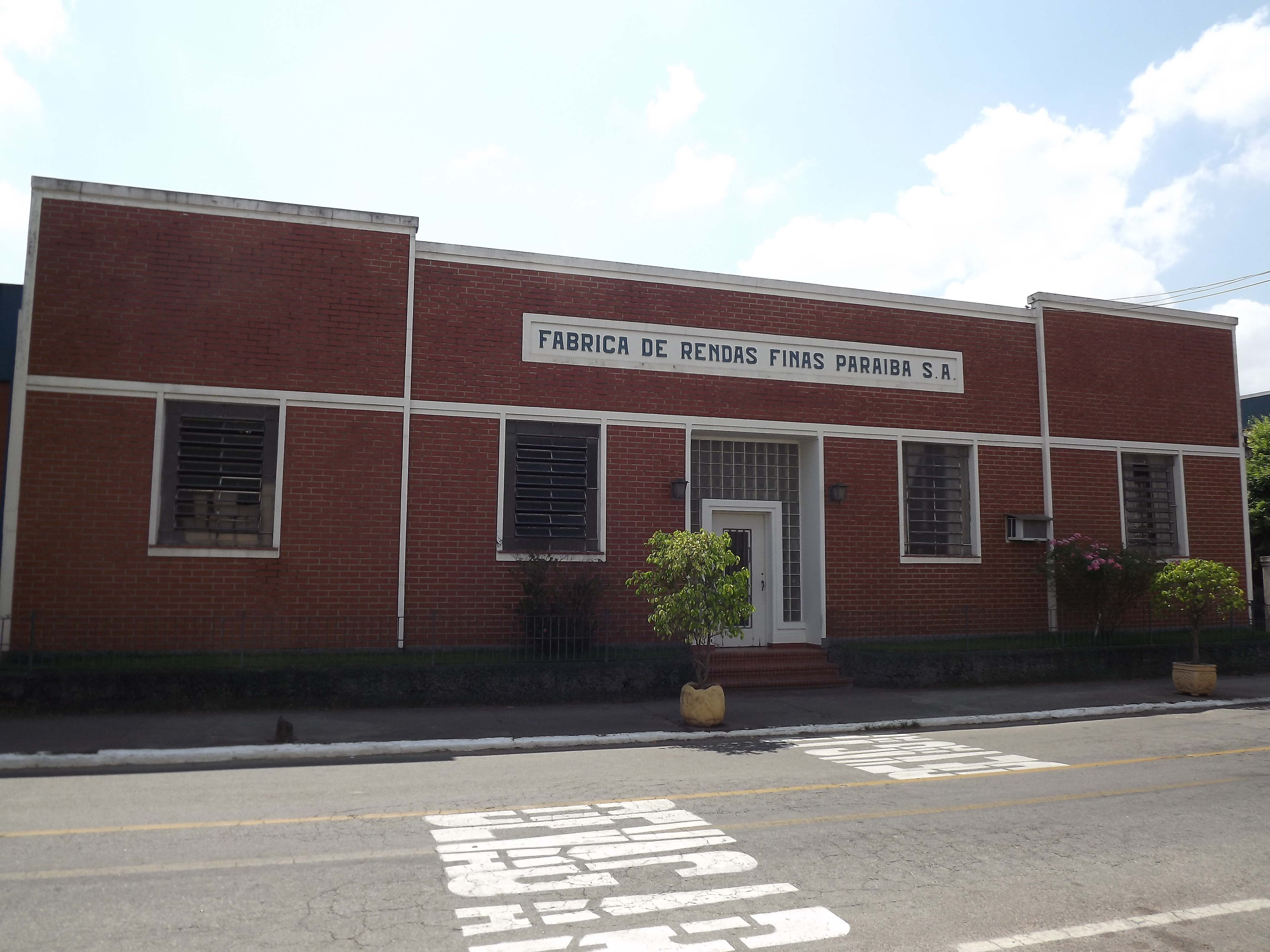
Antiga fachada da Fábrica de Rendas Finas Paraíba em Paraíba do Sul
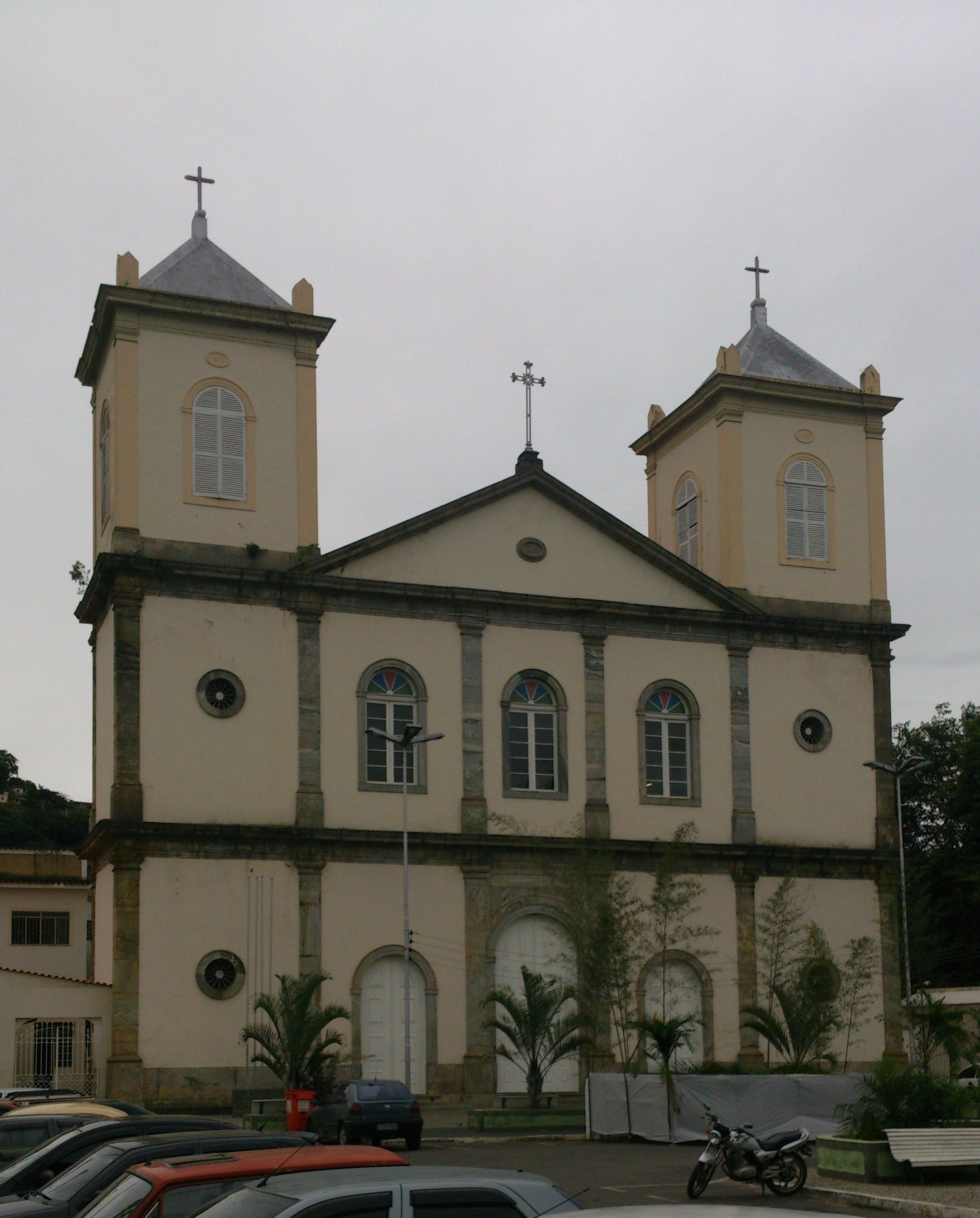
Igreja Paróquia de São Pedro e São Paulo no Município de Paraíba do Sul, estado do Rio de Janeiro
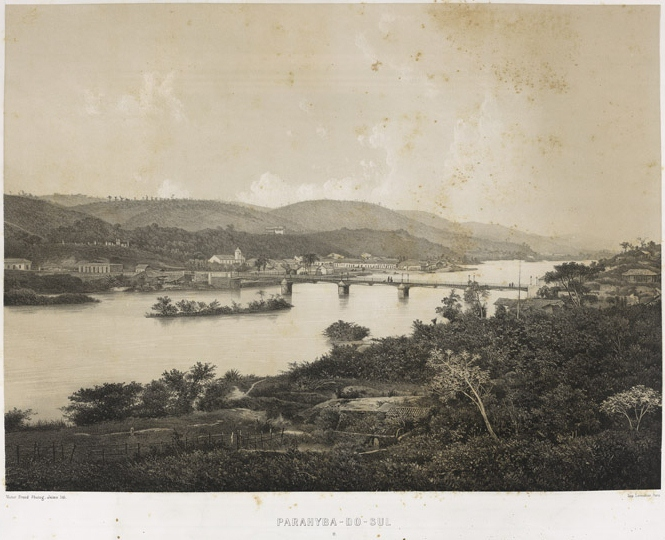
Vista da ponte sobre o rio Paraíba e da cidade de Paraíba do Sul no final do século XIX ,estado do Rio de Janeiro
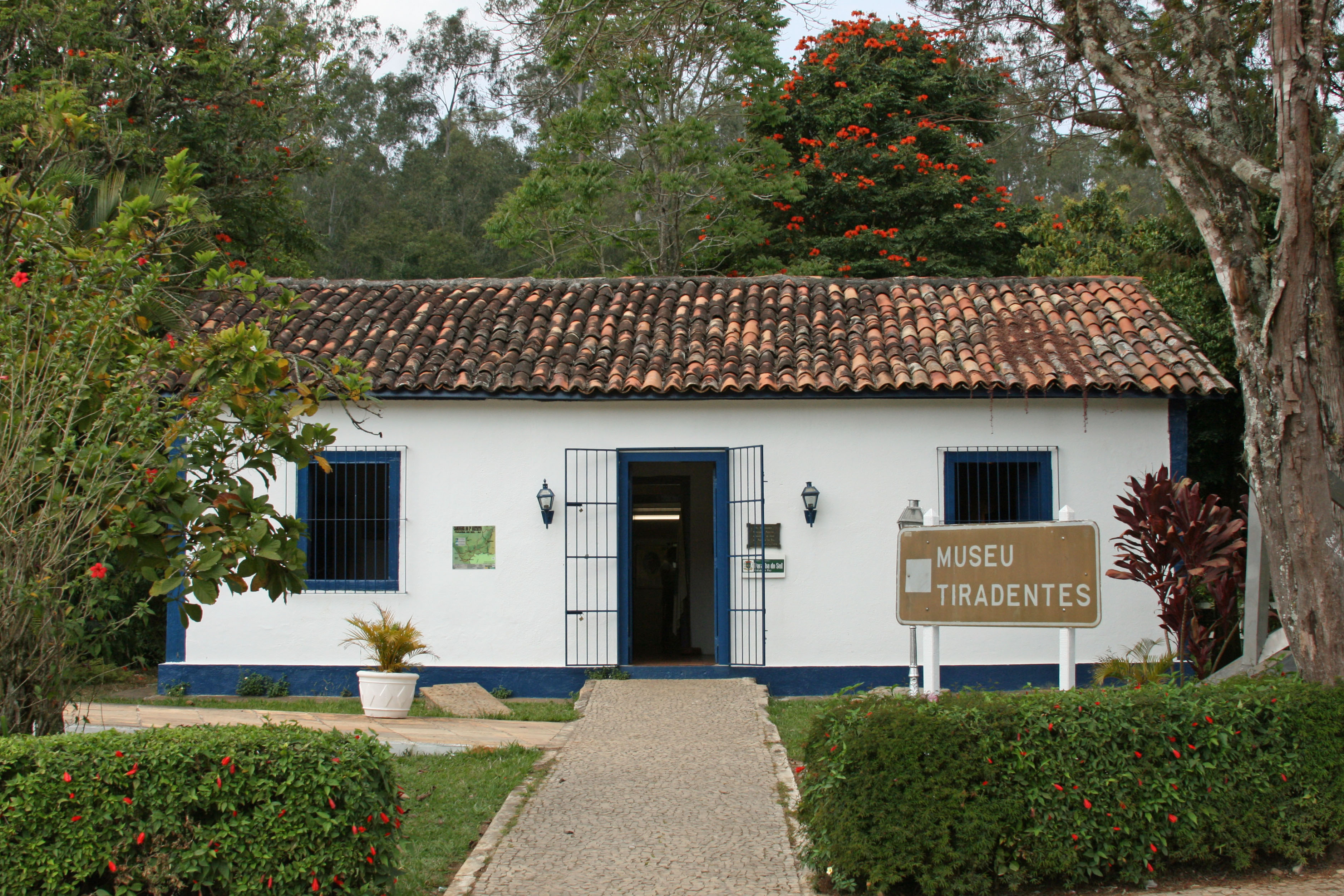
Museu Tiradentes encontra-se instalado numa pequena casa no distrito de Incofidência, Sebollas, Paraíba do Sul.
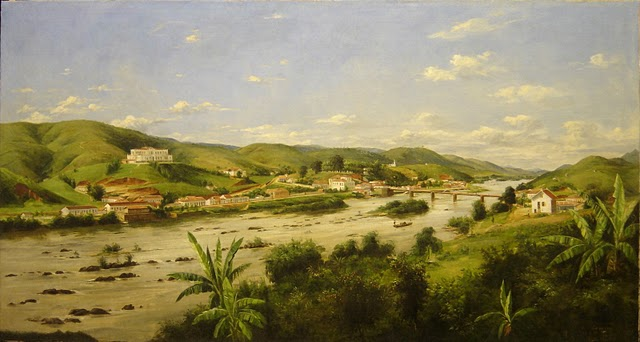
Parahyba do Sul (1886)
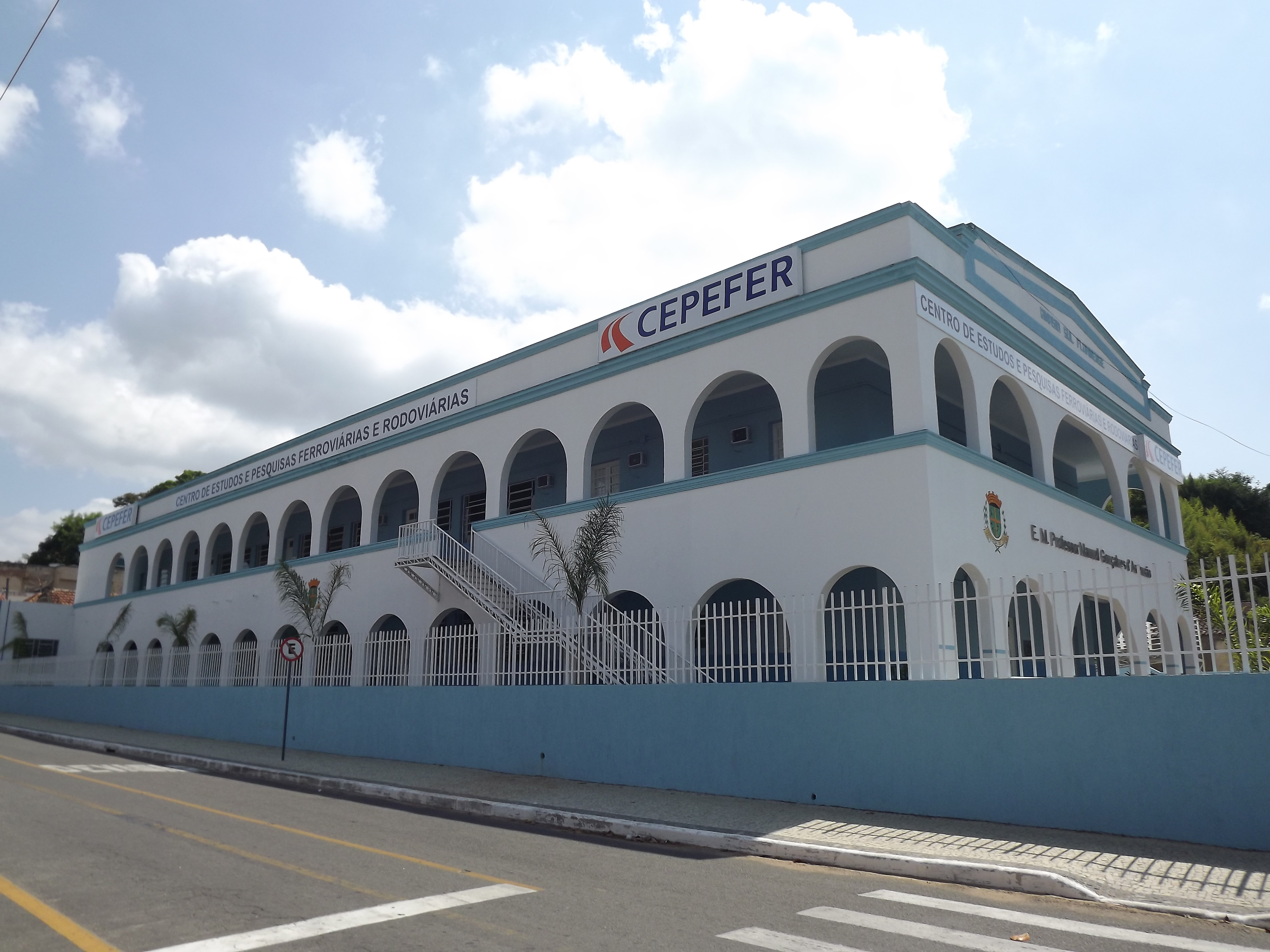
Vista lateral do antigo Colégio Sul Fluminense em Paraíba do Sul

## Cultura

### Datas de tradicionais eventos do município
- 15 de Janeiro : Aniversário da cidade
- 21 de abril : Festividade em memória de Tiradentes no distrito de Sebollas[17]
- 30 de abril : Encontro nacional de motociclistas em Paraíba do Sul
- 5 dias no mês de maio ou junho : Tradicional Exposição Agropecuária de Paraíba do Sul
- 13 de junho : Saudosa festa à Santo Antônio
- 29 de junho : Saudosa festa à São Pedro e São Paulo
- 29 de agosto : Tradicional festa do Santuário Bom Jesus de Matosinhos [18]

## Sul-parahybanos notórios
- Agripino Grieco
- Antônio Barroso Pereira
- Antônio José Soares de Souza Júnior
- Antônio Moreira de Castilho
- Cândido Mendes de Almeida Júnior
- Dom José Rodrigues de Souza
- Domingos Elias Alves Pedra
- Giuseppe Artidoro Ghiaroni
- Helder Caldeira
- Hilário Joaquim de Andrade
- José Vieira Machado
- Laureano Correia e Castro
- Lucília Guimarães
- Nívea Stelmann
- Pedro Correia e Castro
- Ruy Maurity
- Thiago Larghi